# 有限会社法
有限会社法（ゆうげんがいしゃほう、昭和13年4月5日法律第74号）は、有限会社の設立、社員の権利義務、会社の管理、定款の変更、合併、分割、組織変更、解散などに関する一般原則に関する、現在は廃止された法律である。

## 概要
1938年（昭和13年）4月5日公布。1940年（昭和15年）施行。2006年（平成18年）5月1日廃止。
有限会社は、株式会社同様に出資者を有限責任とする形態の会社であった。その機関構造は、株式会社に比べ簡略化されており、出資者である社員の数が制限されているなど、小規模な閉鎖会社にも有限責任の恩恵を与えるために作られた制度であり、一定の社会的役割を担っていた。もっとも、有限会社という響きが好まれず株式会社という名称にした方が社会的信用が得られやすいこと、定款によって株式の譲渡を制限すれば株式会社においても有限会社と同程度の閉鎖性を維持することが可能なことなどから、小規模な閉鎖会社においても株式会社の形態を採用するケースがみられ、必ずしも所期の目的を達していなかった。
2005年（平成17年）の商法改正、会社法制定に当たり、有限会社制度は廃止され、会社法施行日である2006年（平成18年）5月1日をもって有限会社法は廃止された（会社法の施行に伴う関係法律の整備等に関する法律（以下「整備法」という）1条3号）。これに伴い、有限会社は、株式会社として存続することとなり、一部通常の株式会社とは異なる取扱いを受ける特例有限会社に自動的に移行した（整備法2条）。特例有限会社の商号は当然に「株式会社」に変わるわけではなく、「有限会社」の名称が残る（整備法3条）が、「株式会社」に商号変更をして通常の株式会社に移行することもできる（整備法45条）。